# مری نوای مرفری
مری نوای مرفری (انگلیسی: Mary Noailles Murfree; ۲۴ ژانویهٔ ۱۸۵۰ – ۳۱ ژوئیهٔ ۱۹۲۲) رمان‌نویس و نویسنده داستان کوتاه اهل ایالات متحده آمریکا بود.
برخی از آثار وی عبارتند از:
- در کوه‌های تنسی
- کوه نشینان جوان
- مرکز طوفان